# فانيسا فلوريس
فانيسا فلوريس (بالإسبانية: Vanessa Flores)‏ (26 مايو 1997 بهيوستن في الولايات المتحدة - ) هي لاعبة كرة قدم مكسيكية في مركز الدفاع.

## وصلات خارجية
- فانيسا فلوريس على موقع الاتحاد الدولي (مؤرشف)  (الإنجليزية)
- فانيسا فلوريس على موقع بطولة كرة القدم المكسيكية للسيدات (الإسبانية)
- فانيسا فلوريس على موقع Soccerway.com (الإنجليزية)